# Cabo Meneses
Das Cabo Meneses (spanisch, in Argentinien Cabo Navarro) ist ein Kap am nordöstlichen Ende der Pelseneer-Insel in der Wilhelmina Bay an der Danco-Küste des Grahamlands auf der Antarktischen Halbinsel.
Chilenische Wissenschaftler benannten es nach Carlos Meneses, der bei der 2. Chilenischen Antarktisexpedition (1947–1948) an der Errichtung der Bernardo-O’Higgins-Station beteiligt war. Der Hintergrund der argentinischen Benennung ist nicht überliefert.